# Juan Antonio Garretón Pibernat
Juan Antonio Garretón Pibernat (Zaragoza, 1714 – Lima, 1782) fue un militar aragonés y gobernador de la provincia de Chiloé —actual Región de Los Lagos de Chile— en el siglo XVIII.

## Biografía
Miembro de la Familia Garretón, hijo de Ambrosio Garretón D’Anove y de Manuela Pibernat y Anglada. Por vía materna es descendiente de Juan Torres de Vera y Aragón. La tradición de la familia conserva noticias relacionadas con vinculaciones de afinidad o de sangre entre el virrey Manuel de Amat y Juniet y Juan Antonio Garretón; también se afirma tradicionalmente que su padre era un alto funcionario de la corona española, y que Pedro Francisco Garretón D’Anove fue alcalde de Madrid desde 1694 a 1698 y secretario del rey de España Felipe V en 1704.
Juan Antonio Garretón llegó a Chile en 1742 y comenzó sus servicios el 1 de noviembre de ese mismo año como soldado en un batallón de guarnición en Valdivia. Se casó en Valdivia con Benigna Fernández y Lorca y fue el fundador de la familia Garretón en Chile.
El 13 de agosto de 1755 viajó a Lima llamado a testificar ante el Santo Oficio de la Inquisición de la Ciudad de los Reyes, filial provincial del Consejo de la Suprema y General Inquisición Española, ante el inquisidor Matheo de Amusquibar, por denuncia presentada por Joseph de Villamartín, el 25 de junio de 1755, en la que se acusaba a Ambrosio Sáez y Bustamante, gobernador de la plaza de Valdivia, por el delito de ser francmasón (primera acusación de este tipo en América, la cual no prosperó).
A fines de 1758, siendo teniente coronel y segundo jefe de la plaza de Valdivia, bajo las órdenes del gobernador Sáez y Bustamante, fue enviado por el virrey Manuel de Amat y Juniet, a descubrir la arruinada ciudad de Osorno, y abrir comunicación entre las provincias de Valdivia y Chiloé, a la cabeza de cien soldados, de treinta milicianos y una columna de indios auxiliares, con los oficiales don Francisco Albarran Cosió, don Vicente de Agüero Godarte, don Antonio de Ugarte Salinas, y el padre fray Antonio Martos, de la orden de Nuestro Padre San Francisco, en calidad de capellán.
A principios de 1759 fundó un fuerte a orillas del estero Huequecura, y enseguida avanzó por la ribera septentrional de Río Bueno y fundó el fuerte San Fernando, en honor del soberano reinante en España, siendo sorpresivamente atacado en aquel lugar por cuatro mil indígenas de los caciques Paidil y Catillanca, saliendo victorioso, pero no logrando el objetivo principal de tal empresa.
Luego de esta acción bélica, el virrey Manuel de Amat hizo publicar un poema épico compuesto por fray Pedro Merino de Heredia titulado Relación de la Gloriosa función que lograron las armas Españolas la noche del 27 de enero de 1759, mandadas por el Comisionado General de Caballería D. Juan Antonio Garretón y Pibernat, capitán comandante de la Plaza de Valdivia, de orden del Exmo. Señor Don Manuel de Amat y Junient, Virrey, Presidente y Gobernador General de Chile. 
Ascendió hasta llegar a ser coronel de los Reales Ejércitos en 1780. Fue comisionado general del Ejército de Chile en 1759, gobernador de la plaza de Valdivia en 1761 y gobernador de la Intendencia de Chiloé desde diciembre de 1761 hasta el 31 de diciembre de 1765. En abril de 1766 se embarcó en Chacao de regreso al Perú, dispensándosele del juicio de residencia.
Después de servir en el cargo de corregidor de Jauja, en el Perú, fue nombrado por segunda vez gobernador de Chiloé en septiembre de 1771 y por tercera vez desde 1774 hasta 1777. Retirado del ejército en 1781, después de 47 años de servicio y diez de abono, falleció en Lima, estando casi ciego, en enero de 1782.